# Zig Strauts
Zig Strauts (* 1947) ist ein ehemaliger kanadischer Diskuswerfer.
Bei den British Commonwealth Games 1970 in Edinburgh wurde er Fünfter.
Seine persönliche Bestweite von 56,66 m stellte er am 2. Mai 1970 in Eugene auf.